# Рејдијум Спрингс (Њу Мексико)
Рејдијум Спрингс (енгл. Radium Springs) насељено је место без административног статуса у америчкој савезној држави Њу Мексико.

## Демографија
По попису из 2010. године број становника је 1.699, што је 181 (11,9%) становника више него 2000. године.
| Група             | 2000.       | 2010.       |
| Белци             | 734 (48,4%) | 769 (45,3%) |
| Афроамериканци    | 6 (0,4%)    | 9 (0,5%)    |
| Азијати           | 2 (0,1%)    | 6 (0,4%)    |
| Хиспаноамериканци | 750 (49,4%) | 897 (52,8%) |
| Укупно            | 1.518       | 1.699       |